# Helena Duailibe
Helena Maria Duailibe Ferreira (São Luís, 30 de dezembro de 1958) é uma médica e política brasileira filiada ao Progressistas (PP). Atualmente é deputada estadual do Maranhão.
É casada com o vereador e ex-deputado estadual Afonso Manoel. Anteriormente serviu como vice-prefeita de São Luís (2009-2012), secretária de estado da Saúde do Maranhão e secretária municipal, também na pasta da Saúde, no município de São Luís.

## Biografia
De ascendência libanesa, Helena Duailibe é médica graduada pela Universidade Federal do Maranhão com residência em Medicina Comunitária e da Família, realizada na mesma instituição. É servidora pública concursada do estado e município.
Foi diretora do Socorrão I em 1996.
Ocupou o cargo de secretária estadual da saúde (2004-2006) e secretária municipal de saúde de São Luís em 2009 e entre 2014 e 2017.
Helena Duailibe ingressou na política em 2008, quando ela foi eleita vice-prefeita de São Luís ao lado de João Castelo do PSDB, ocupando o cargo de 2019 a 2013.
Em 2012, candidatou-se à vereadora de São Luís e foi eleita com um total de 7.841 de votos. 
Em 2018, foi eleita deputada estadual pelo Solidariedade com um total de 31.147 de votos.
Em 2022, recebeu 32.823 votos, mas não conseguiu a reeleição.
Em 14 de junho de 2023, foi nomeada secretária estadual de Políticas para as Comunidades.
Em 11 de junho de 2025, assumiu em definitivo o mandato de deputada estadual, com a cassação de Hemetério Weba.